# La Wantzenau
Wantzenau é uma comuna francesa na região administrativa de Grande Leste, no departamento Baixo Reno. Estende-se por uma área de 25,4 km². Em 2010 a comuna tinha 5 948 habitantes (densidade: 234,2 hab./km²).